# The Spider's Feast
El festín de la araña ( Le Festin de l'araignée ), op. 17, es un "ballet-pantomima" de 1912 con música del compositor francés Albert Roussel (1869-1937) con un escenario de Gilbert de Voisins.

## El ballet
El ballet representa la vida de los insectos en un jardín, evocada por el solo de flauta en la apertura y el cierre de la obra, y donde los insectos quedan atrapados en la tela de araña, pero cuando la araña se prepara para comenzar su festín, es a su vez asesinada por una mantis religiosa. El cortejo fúnebre de la mariposa concluye la obra. El ballet completo dura aproximadamente media hora.
Parte uno
- Preludio
- Entrada de las hormigas
- Entrada de los escarabajos
- Danza de la mariposa
- Danza de la araña
- Ronda de las hormigas
- Combate de las mantis
- Danza de la araña
- Eclosión y danza de la efímera

La segunda parte
- Danza de la efímera y de los gusanos de la fruta
- Muerte de la efímera
- Agonía de la araña
- Funeral de la efímera
- Cae la noche sobre el jardín solitario

Fuera de las representaciones teatrales, se ha interpretado y grabado una suite orquestal :
- Preludio
- Entrada de las hormigas
- Danza de la mariposa
- Eclosión y danza de la efímera
- Funeral de la efímera
- Cae la noche sobre el jardín solitario

## Historia de la representación
La obra se estrenó en el Théâtre des Arts de París el 3 de abril de 1913 con Mlle Sahary-Djali en el papel principal, coreografía de Léo Staats y diseño de Maxime Dethomas . Fue revivida en la Opéra-Comique el 5 de diciembre de 1922 con Mado Minty como la araña y entró en el repertorio de la Ópera de París el 1 de mayo de 1939 con Suzanne Lorcia.
Típica de las obras anteriores de Roussel, la música es impresionista, muy al estilo de sus compatriotas Claude Debussy y Maurice Ravel . Está exuberantemente orquestado. Compuesta por encargo en solo dos meses, la música fue muy apreciada por sus "contrapuntos ingeniosos, scherzos saltadores, ritmos alegres y desiguales, e instrumentación personal, acariciadora y vigorosa".
Los fragmentos sinfónicos de la partitura completa se grabaron por primera vez en 1928 con la dirección del compositor (su única grabación). Walter Straram y su Orchestre des Concerts Straram hicieron una grabación para Columbia en marzo de 1930. Arturo Toscanini y la NBC Symphony Orchestra interpretaron esta suite orquestal durante un concierto transmitido en NBC Studio 8-H el 7 de abril de 1946. Charles Munch y la London Philharmonic Orchestra en junio de 1947 grabaron la obra para Decca y Louis Fourestier dirigiendo la Orchestre du Théâtre national de l'Opéra la grabaron para Pathé en octubre de 1948. En 1952, René Leibowitz grabó la suite con la Orquesta Filarmónica de París y en 1953 la Orquesta Sinfónica de Detroit bajo la dirección de Paul Paray la grabó para Mercury. Ernest Ansermet y la Suisse Romande Orchestra hicieron la primera grabación completa del ballet en 1954. Georges Prêtre grabó esta misma música con la Orchestre National de France para EMI en 1984. Una grabación de Christoph Eschenbach y la Orquesta de París fue lanzada en Ondine en 2008.

## Instrumentos
La partitura incluye 2 flautas (una doblando flautín), 2 oboes (uno doblando cor anglais), 2 clarinetes en A, 2 fagotes; 2 cuernos en F (cromáticos), 2 trompetas en C; timbales, una percusión (platillo, triángulo, pandereta); celeste, arpas; instrumentos de cuerda.